# Дипломна робота
Дипломна робота (дипломний проєкт) — кваліфікаційна робота, призначена для об'єктивного контролю ступеня сформованості умінь та знань розв'язувати типові завдання діяльності, які, в основному, віднесені в освітньо-кваліфікаційних характеристиках до організаційної, управлінської та виконавчої (технологічної, операторської) робочих функцій.
Дипломні (кваліфікаційні) проєкти (роботи) виконуються на завершальному етапі навчання студентів і передбачають:
- систематизацію, закріплення, розширення теоретичних і практичних знань зі спеціальності та застосування їх при розв'язанні конкретних наукових, технічних, економічних виробничих й інших завдань;
- розвиток навичок самостійної роботи й оволодіння методикою дослідження та експерименту, пов'язаних з темою проєкту (роботи).

## Підготовка
Весь процес роботи над дослідженням на тему дипломної роботи поділяється на три основні етапи:
- підготовчий;
- етап роботи над змістом;
- заключний етап.

Підготовчий етап розпочинається з вибору теми дипломної роботи, її осмислення та обґрунтування актуальності.

## Написання
Написання дипломної роботи є результатом вивчення студентами загальнотеоретичних і спеціальних дисциплін, практики організації роботи з конкретної спеціальності.
Дипломна робота як узагальнений виклад результатів і наукових положень, висунутих автором для публічного захисту, повинна мати внутрішню єдність і свідчити про особистий внесок автора в науку і (або) практику.
Магістерська дипломна робота — найважливіший етап в підготовці фахівця, завершальна ланка в єдиній системі теоретичного і практичного навчання студента. Майбутній фахівець має продемонструвати ступінь своєї підготовленості з обраної спеціальності, рівень загальної, наукової та професійної ерудиції, творчий пошук нових напрямків в науковому і практичному підході до розв'язання поставлених завдань.
Дипломна робота виконується на базі отриманих у процесі навчання і придбаних під час студентських наукових досліджень теоретичних знань, зібраного фактичного матеріалу з обраної теми дослідження під час практики. Майбутній випускник зобов'язаний в межах дипломної роботи подати з обраної проблематики власну оцінку суми знань, розроблених світовою наукою, зробити загальні й конкретні висновки, запропонувати свої рекомендації щодо зміни, поліпшення, реорганізації сучасного стану ситуації.

### Структура дипломної роботи
Кожна з робіт включає такі структурні елементи (у порядку їхнього представлення в роботі):
1. титульний лист;
2. завдання на дипломну роботу;
3. реферат;
4. зміст;
5. вступ;
6. основну частину (три розділи);
7. висновки;
8. список літератури;
9. додатки.

## Захист
Після отримання відгуку від наукового керівника про дипломну роботу, двох рецензій на закінчену дипломну роботу від двох спеціалістів відповідної кваліфікації і затвердження її завідувачем кафедри випускник має переконливо захистити на відкритому засіданні державної екзаменаційної комісії за участю не менше половини її складу при обов'язковій присутності голови комісії основні положення магістерської дипломної роботи.

## Дипломна робота магістра

### Мета
Магістерська дипломна робота повинна показати:
- знання дипломника з сучасної теорії;
- вміння використовувати придбані знання в практичній роботі;
- уміння й здатність:
  - ставити проблеми й обґрунтовувати їх актуальність;
  - формулювати мету й завдання дослідження;
  - розробити логіко-структурну схему роботи;
  - працювати з літературними джерелами та фактичним матеріалом;
- глибоко аналізувати й оцінювати різні аспекти діяльності з урахуванням світового досвіду;
- обґрунтовувати власні узагальнення, висновки та пропозиції.

## Зноски
1. ↑  Дипломна, магістерська робота: написання, оформлення, захист. Pidruchniki. Архів оригіналу за 19 листопада 2016. Процитовано 21 червня 2019.